# Stein Rønning
Stein Rønning (Tau, 28 de Maio de 1965 - Stavanger, 23 de Janeiro de 2008) foi um karateka norueguês. o qual venceu diversos campeonatos internacionais, incluindo o Karate World Championship de 1990, na categoria abaixo de 60kg (sessenta quilos), na Cidade do México. Morreu em Stravanger.